# Walking with Dinosaurs
Walking with Dinosaurs là một loạt phim tài liệu gồm 6 phần do BBC sản xuất, do Kenneth Branagh thuyết minh, và được phát sóng lần đầu tiên ở vương quốc Anh năm 1999. Loạt phim sau đó được phát sóng ở Bắc Mỹ trên Discovery Channel năm 2000, thuyết minh được thay bằng Avery Brooks. Đây là entry đầu tiên của loạt Walking with... và sử dụng hình ảnh tạo ra từ máy tính và animatronics để tái hiện lại sự sống trong Mesozoic, như các loài khủng long và các họ hàng trong hiện đại của chúng theo cách mà trước đây chỉ được thấy trong các bộ phim giả tưởng. Loạt phim được các nhà cổ sinh vật học tư vấn như Michael Benton, Thomas R. Holtz, Jr., Peter Dodson, Peter Larson và James Farlow. Sách kỷ lục Thế giới ghi nhận rằng đây là loạt phim đắt tiền nhất cho mỗi phút thực hiện.